# همه در: مبارزه برای دمکراسی
همه در: مبارزه برای دمکراسی (به انگلیسی: All In: The Fight for Democracy) یک فیلم مستند آمریکایی محصول سال ۲۰۲۰ به کارگردانی و تهیه کنندگی لیز گاربوس و لیزا کورتس است. این فیلم حول سرکوب رای‌دهندگان می‌باشد. در تاریخ ۹ سپتامبر ۲۰۲۰ با اکران نمایشی محدود و به دنبال آن پخش دیجیتالی در پرایم ویدئو در ۱۸ سپتامبر ۲۰۲۰ توسط کمپانی آمازون استودیوز منتشر شد. در ابتدا، آبرامز، نماینده ایالت جورجیا، قصد نداشت بخشی از فیلم باشد. سرانجام او موافقت کرد که با سمت فرمانداری خود را به عنوان بخشی از داستان وارد کند.

## انتشار فیلم
در ژوئن ۲۰۲۰، کمپانی آمازون استودیوز با توزیع قبل از انتخابات ریاست‌جمهوری ایالات متحده آمریکا (۲۰۲۰)، حق توزیع این فیلم را به دست آورد. در ۹ سپتامبر ۲۰۲۰ با اکران محدود نمایشی منتشر شد در ۱۸ سپتامبر ۲۰۲۰ به صورت دیجیتالی در پرایم ویدئو پخش شد. قرار بود اولین نمایش جهانی خود را در جشنواره فیلم تلیوراید در سپتامبر ۲۰۲۰ انجام دهد، قبل از لغو آن به دلیل ویروس کرونا.
در ۹ سپتامبر سال ۲۰۲۰، مصادف با اکران فیلم، نوازنده جنل مونی تک آهنگی را منتشر کرد که در این فیلم ارائه شد.